# پرچم کامبوج
پرچم کامبوج برای اولین بار در سال ۱۹۹۳ به‌عنوان پرچم ملی و نشان ملی کامبوج به رسمیت شناخته شد. این پرچم دارای تناسب ۲:۳ می‌باشد. در وسط پرچم رنگ قرمز و در بالا و پایین آن رنگ آبی قرار دارد.